# La collera di Napoli
La collera di Napoli è un romanzo di Diego Lama del 2013 con protagonista il commissario Veneruso. È stato vincitore del Premio Tedeschi 2015, pubblicato nel Giallo Mondadori n. 3136 nel mese di ottobre 2015, edito da Arnoldo Mondadori Editore.
Il romanzo viene ristampato nel giugno del 2016 negli Oscar Mondadori, e ancora nel 2023 sempre per Arnoldo Mondadori Editore.

## Trama
Napoli, settembre 1884. Un'epidemia di colera provoca migliaia di vittime in appena due settimane. Il commissario Veneruso, depresso e irritabile, indaga sul ritrovamento dei cadaveri di alcune giovani orfane mutilate su una spiaggia vicino al porto. Le ragazze provengono tutte dallo stesso convento di monache di clausura. Le ricerche di Veneruso e dei suoi scalcagnati agenti riveleranno presto passioni segrete, vizi inconfessabili e relazioni pericolose tra le religiose. All'indagine principale si aggiungono altri casi paralleli, altri omicidi, altri assassini.

## Edizione
- Diego Lama, La collera di Napoli, n. 3136, Il giallo Mondadori, Mondadori, ottobre 2015,  p. 261, ISBN 978-88-520-6807-2.
- Diego Lama, La collera di Napoli, Oscar gialli, Mondadori, 28 giugno 2016,  p. 293, ISBN 9788804668589.
- Diego Lama, La collera di Napoli, Il giallo Mondadori, Mondadori, 5 giugno 2023,  p. 408, ISBN 9788804780564.